# Кухня Амазонасу
Кухня Амазонаса - кухня народів, що населяють бразильський штат Амазонас, розташований переважно у басейні річки Амазонки. Це найбільший штат у Бразилії, який найбільше зберіг культуру та традиції корінних жителів країни, з невеликим португальським та африканським впливом. Одна з найекзотичніших кухонь у країні, кухня Амазонаса має вплив у Бразилії та у всьому світі.
Амазонас перетинають гігантські річки, в яких мешкає понад 2000 видів риб . З цієї причини кухня рясніє рибними стравами. Основними споживаними рибами є піраруку, бурий паку, семапрохілодуси, окунь-павич та інші . Вживання м'яса черепахи також  серед аборигенів. М'ясо амазонських ламантинів раніше вживалося, але нині заборонено бразильськими природоохоронними органами через хижацьке полювання . Багато типових страв регіону готуються з пірану, різновиду макаронних виробів з борошна маніока, які готуються в рибному бульйоні . Популярністю користується такака – гострий суп із маніока та креветок. На свята готують страву піраруку де казака: смажену рибу з обсмаженими бананами. Зустрічається у закусочних, відомих як «бананіньяс». Серед закусок також можна виділити x-caboquinho, амазонський сендвіч, який складається з французької булочки, фаршированої чипсами з плодів пальми тукума, бананів сорту Плантан (стиглих та смажених), сиру та вершкового масла . Страва була визнана нематеріальною культурною спадщиною міста Манаус .
В Амазонії росте безліч унікальних фруктів, деякі з яких зовсім невідомі в інших частинах Бразилії . У їжу використовуються плоди купуасу, абіу, персикової пальми, пальми буриті та дерева асаї, які тепер можна знайти в містах по всій країні і які вже мають всесвітню популярність . Найуживанішими напоями в Амазонії є соки гуарани (в натуральному вигляді та порошкоподібному форматі)   , купуасу, асаї та інших фруктів, особливо ті, які родом з Амазонії  .

## Галерея

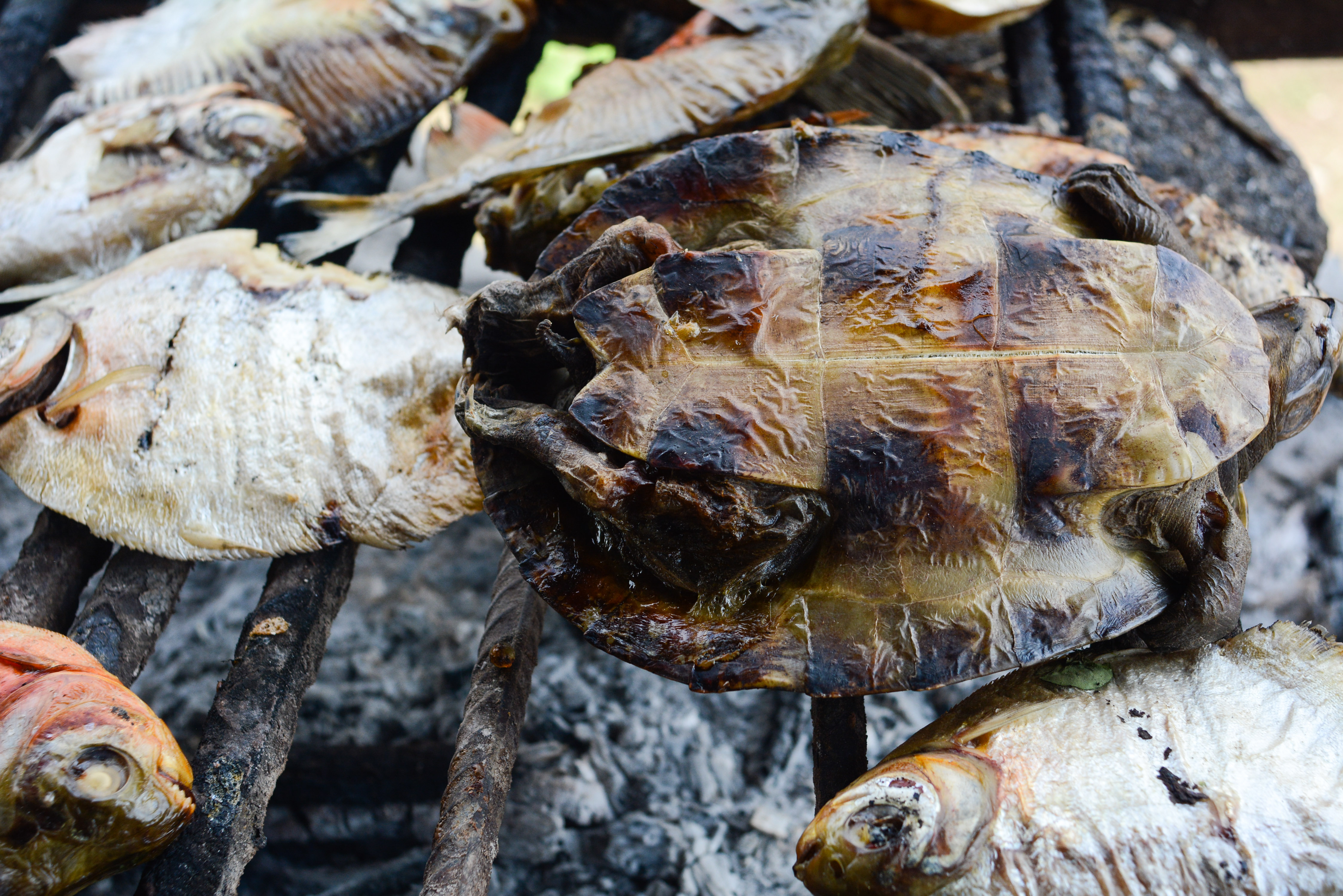
Амазонські риби та черепаха, запечені на вугіллі
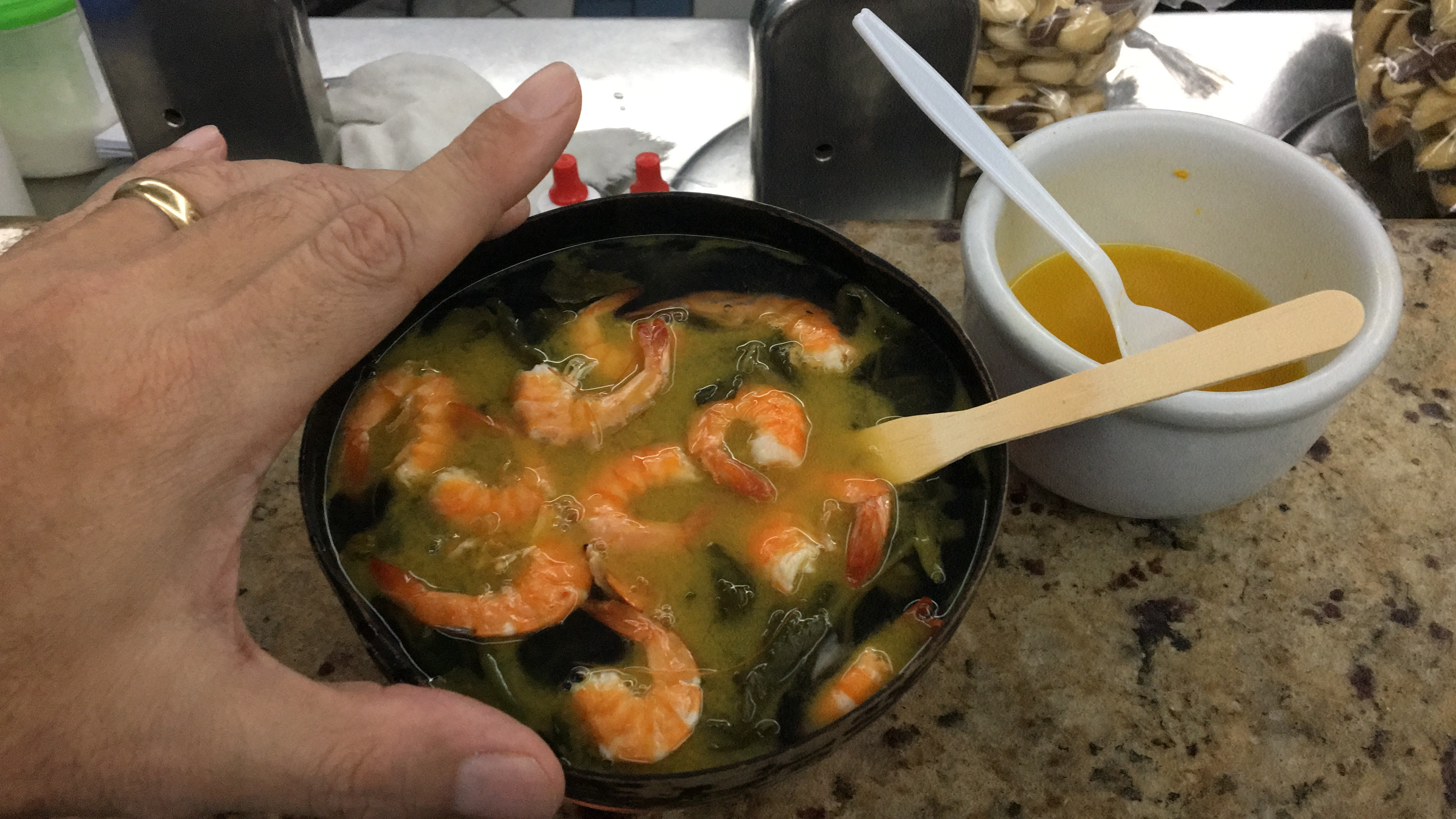
Tacacá - гострий суп з маніоку та креветок
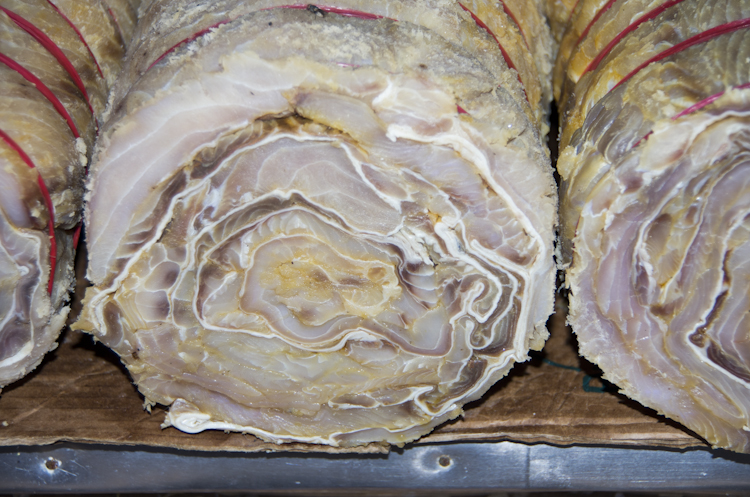
На ринку у Манаусі. М'ясо арапаїми шанується як делікатес, його часто солять та сушать у басейні Амазонки для тривалого зберігання. Його можна приготувати так само, як солону тріску
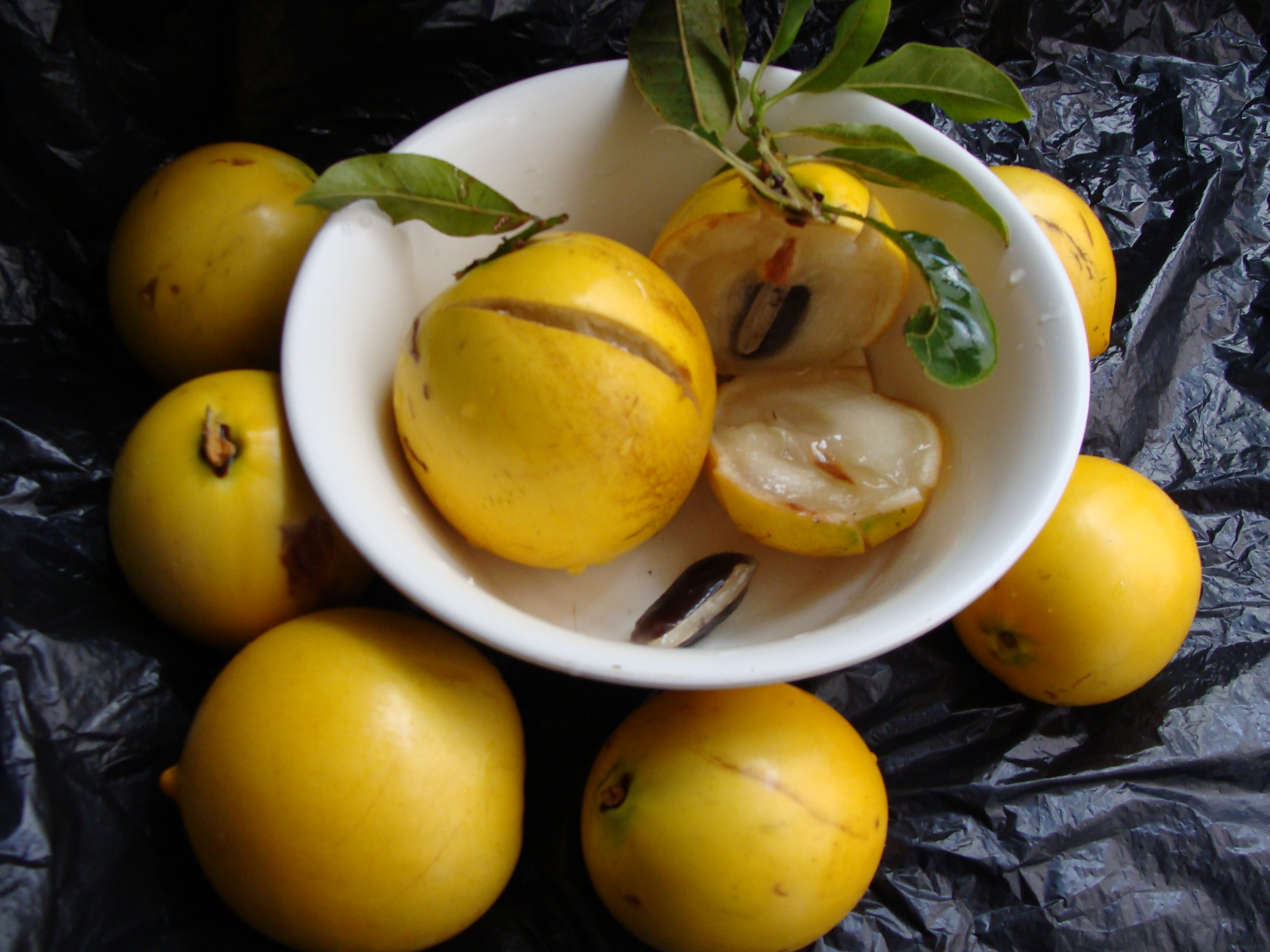
Абіу - типовий фрукт Амазонки
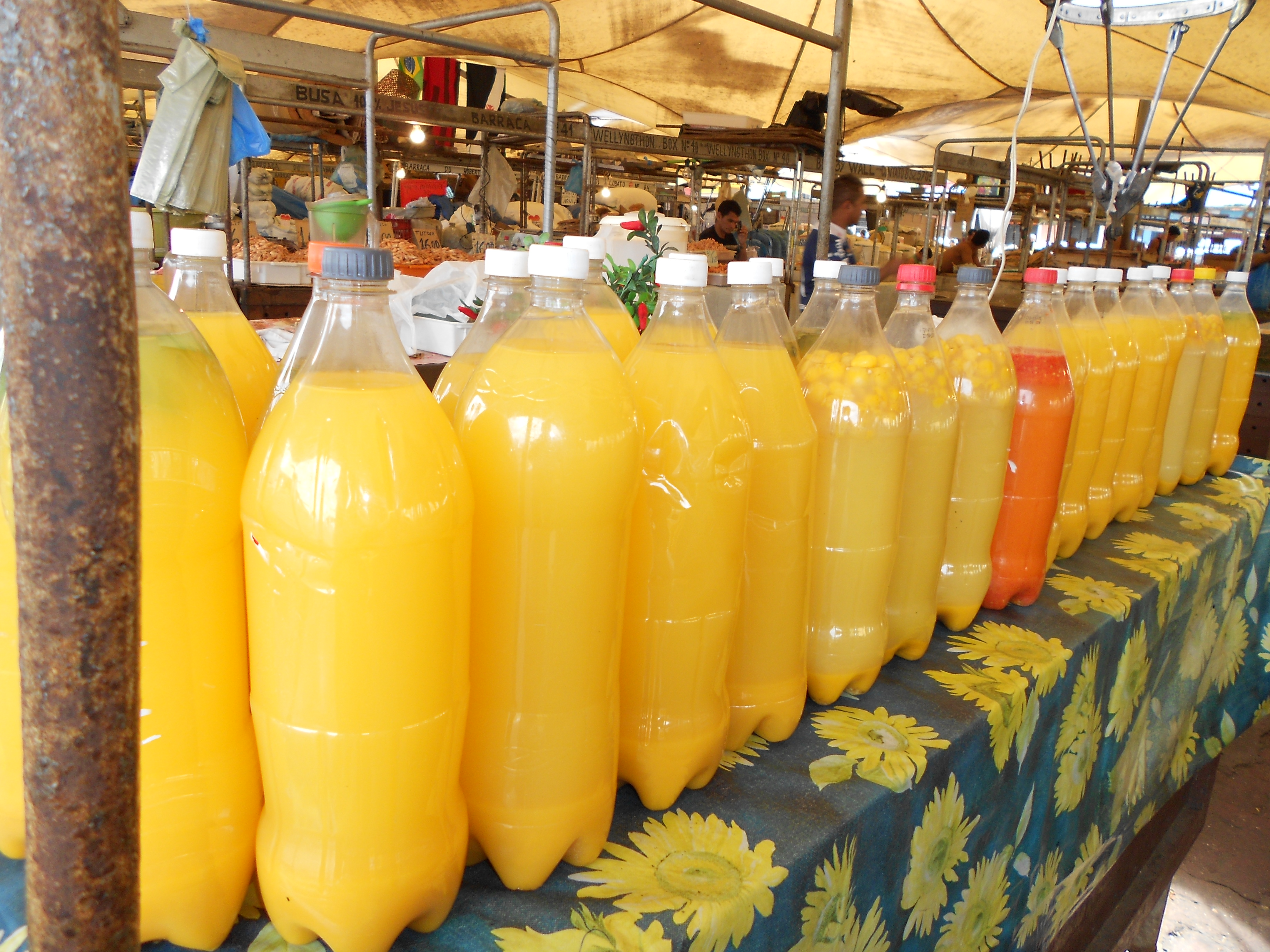
Тукупі - жовтий соус, який отримують з кореня дикої маніоки в бразильських джунглях Амазонки.
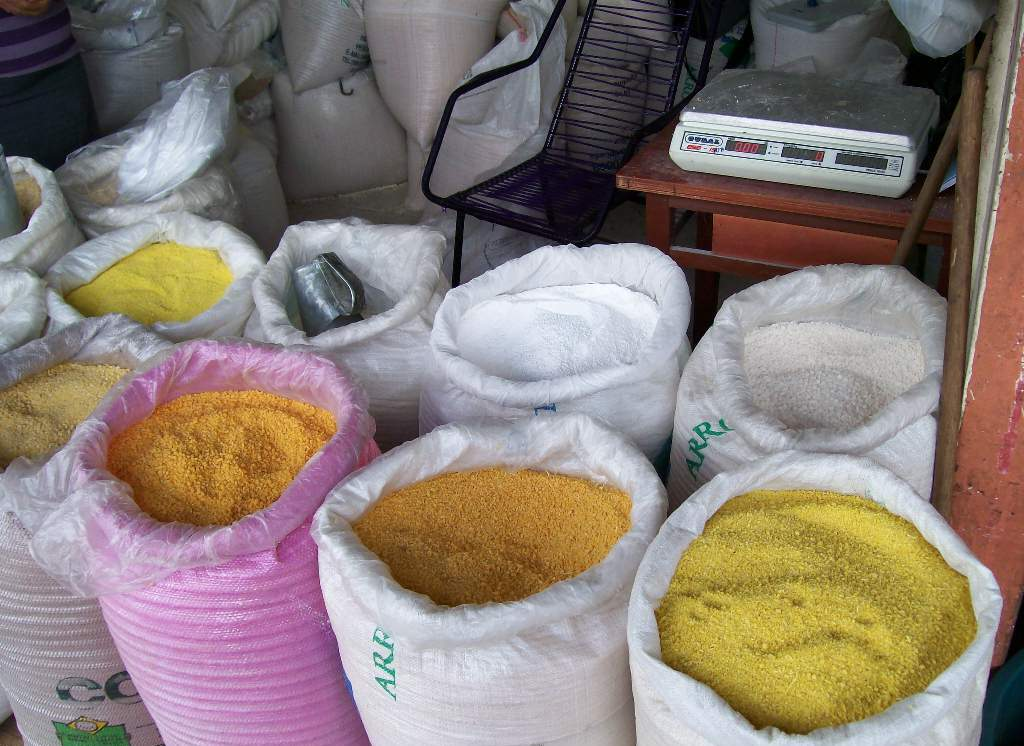
Борошно з маніоки є частиною амазонської культури, виробляється у великих масштабах.
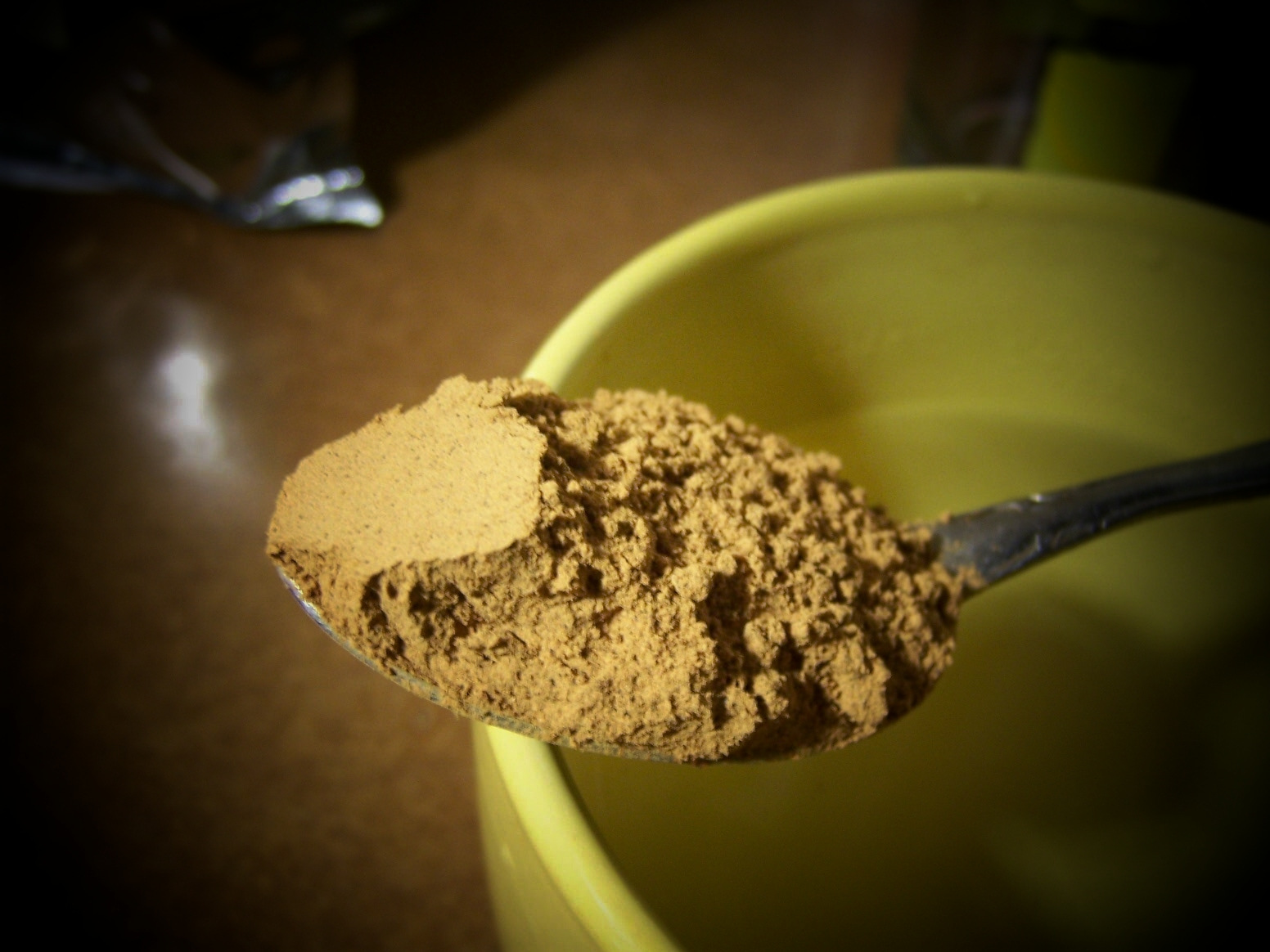
Порошок з соку гуарани
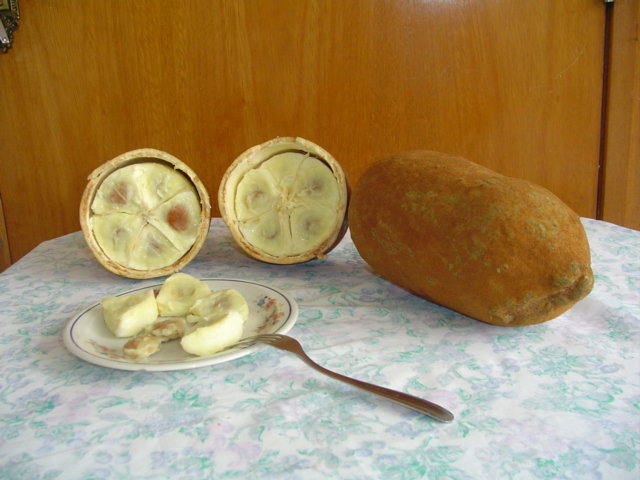
Купуасу — типовий фрукт з Амазонки, який широко використовується в амазонській кухні.
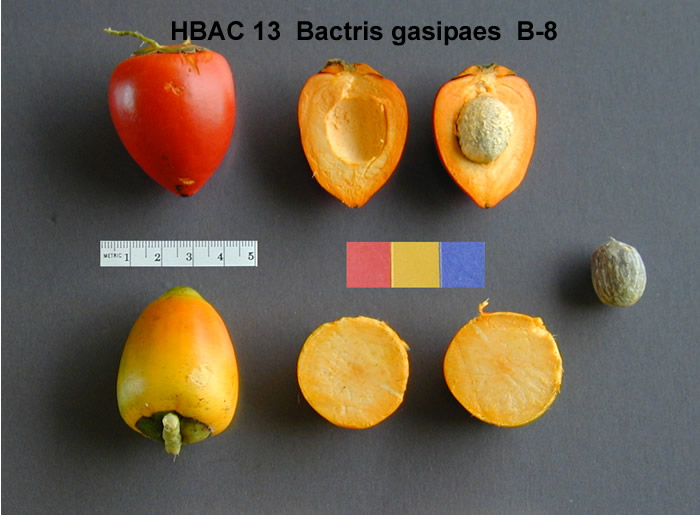
Плід персикової пальми є ще одним прикладом типового фрукта з Амазонки.
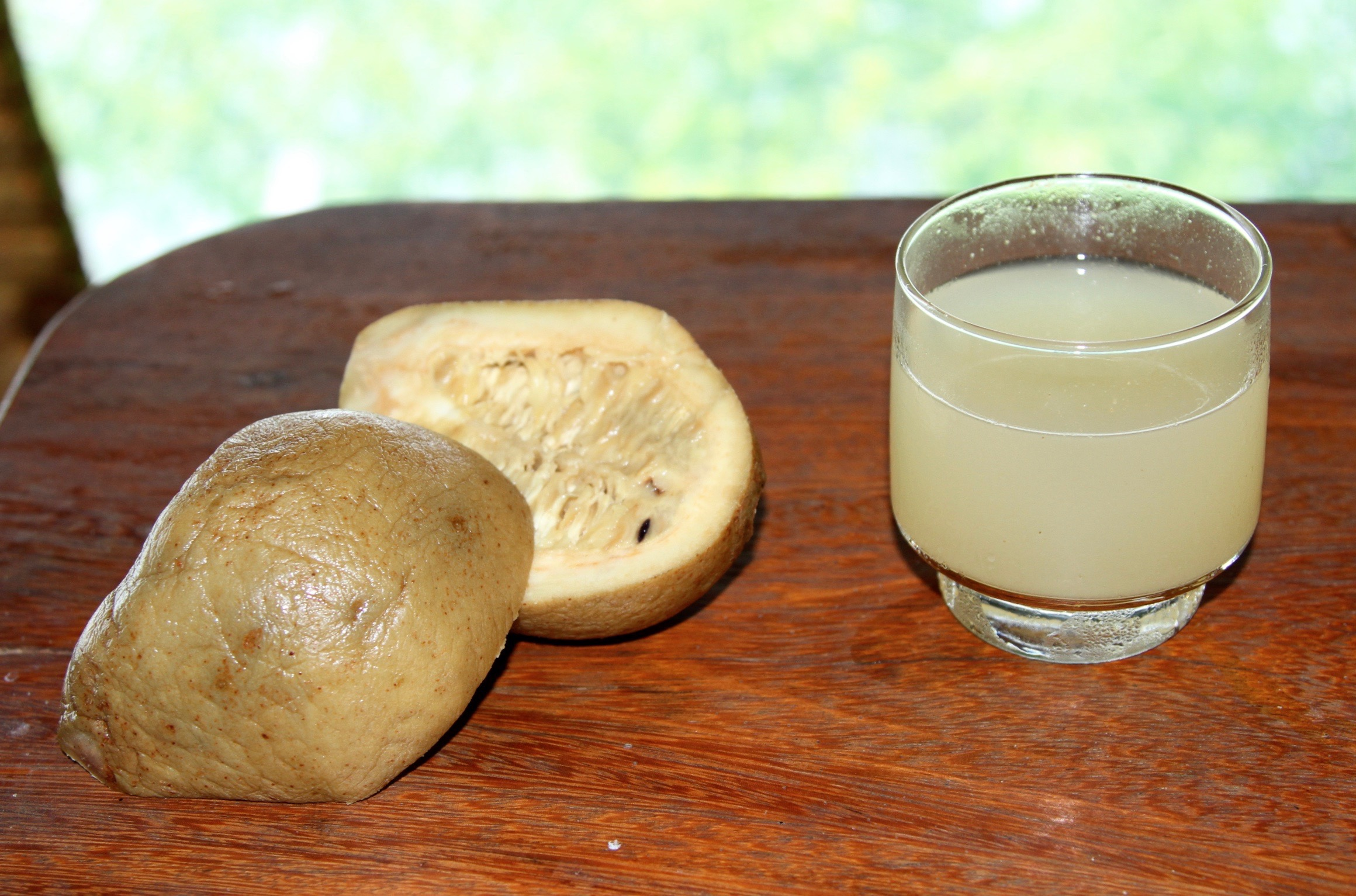
Jenipapo, широко споживаний амазонський фрукт.
O tambaqui é um peixe de grande porte da bacia do rio Amazonas, amplamente consumido pela população local em diversas receitas, como em caldeirada ou assado. Sua carne é muito saborosa.[18]
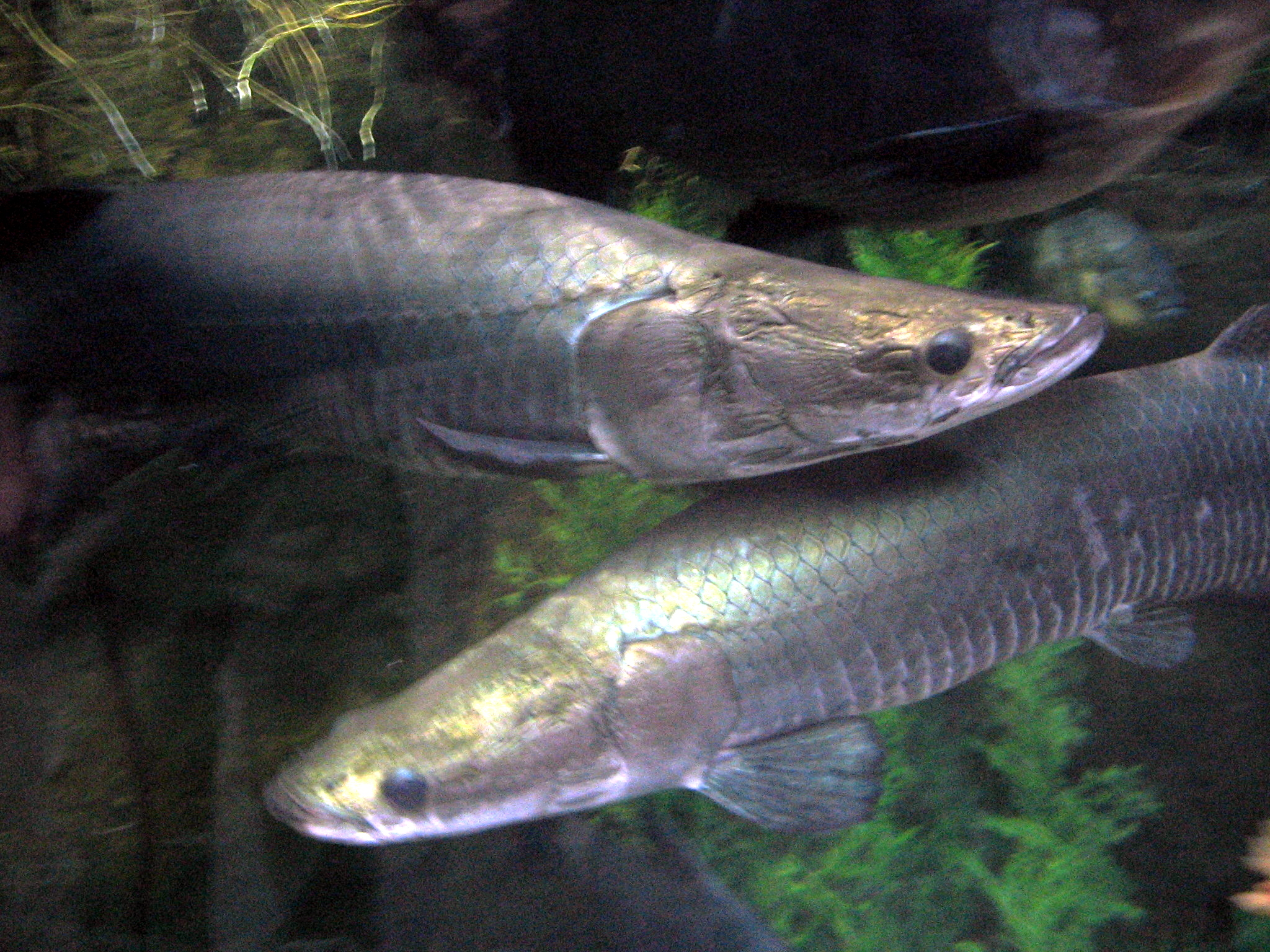
O pirarucu é considerado como o "bacalhau da Amazônia."[19] Espécie de peixe muito saborosa, consumida em larga escala no estado do Amazonas.
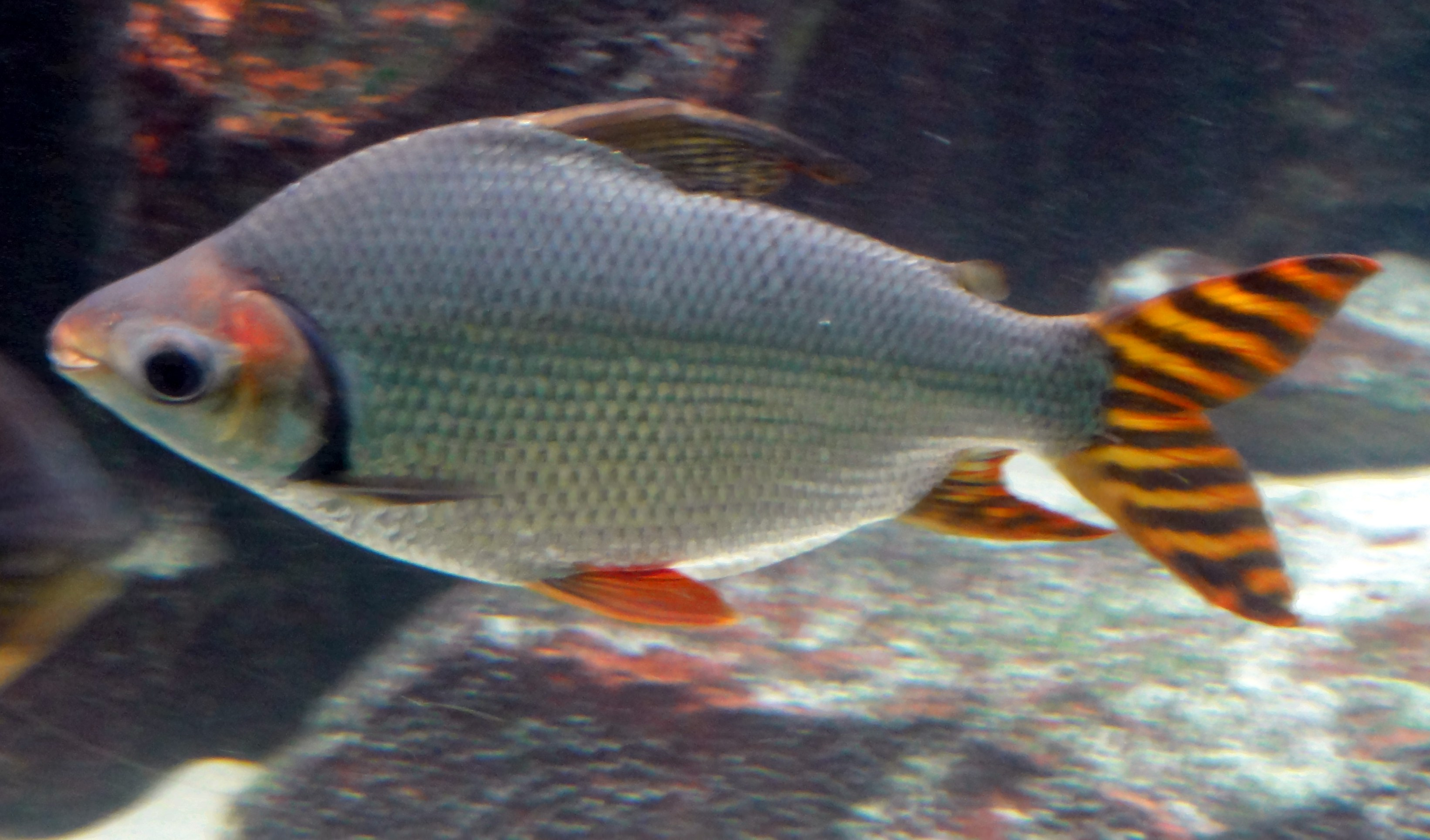
O jaraqui é o peixe mais popular do Amazonas, pois alimenta milhões de amazonenses todos os dias.[20] Em 2019, a espécie foi reconhecida como Patrimônio Cultural Imaterial da cidade de Manaus.
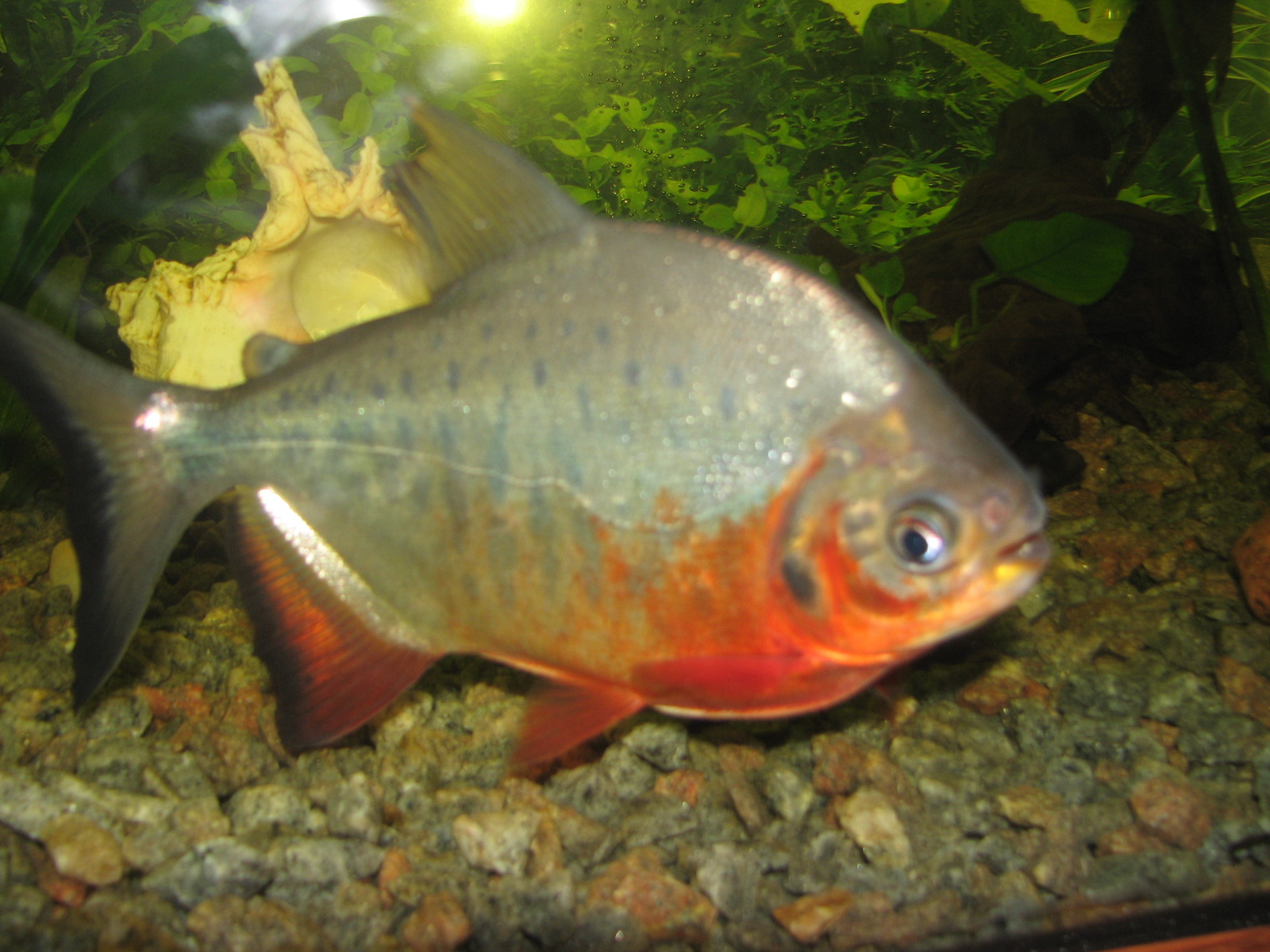
Pacu, peixe muito popular da culinária amazonense.
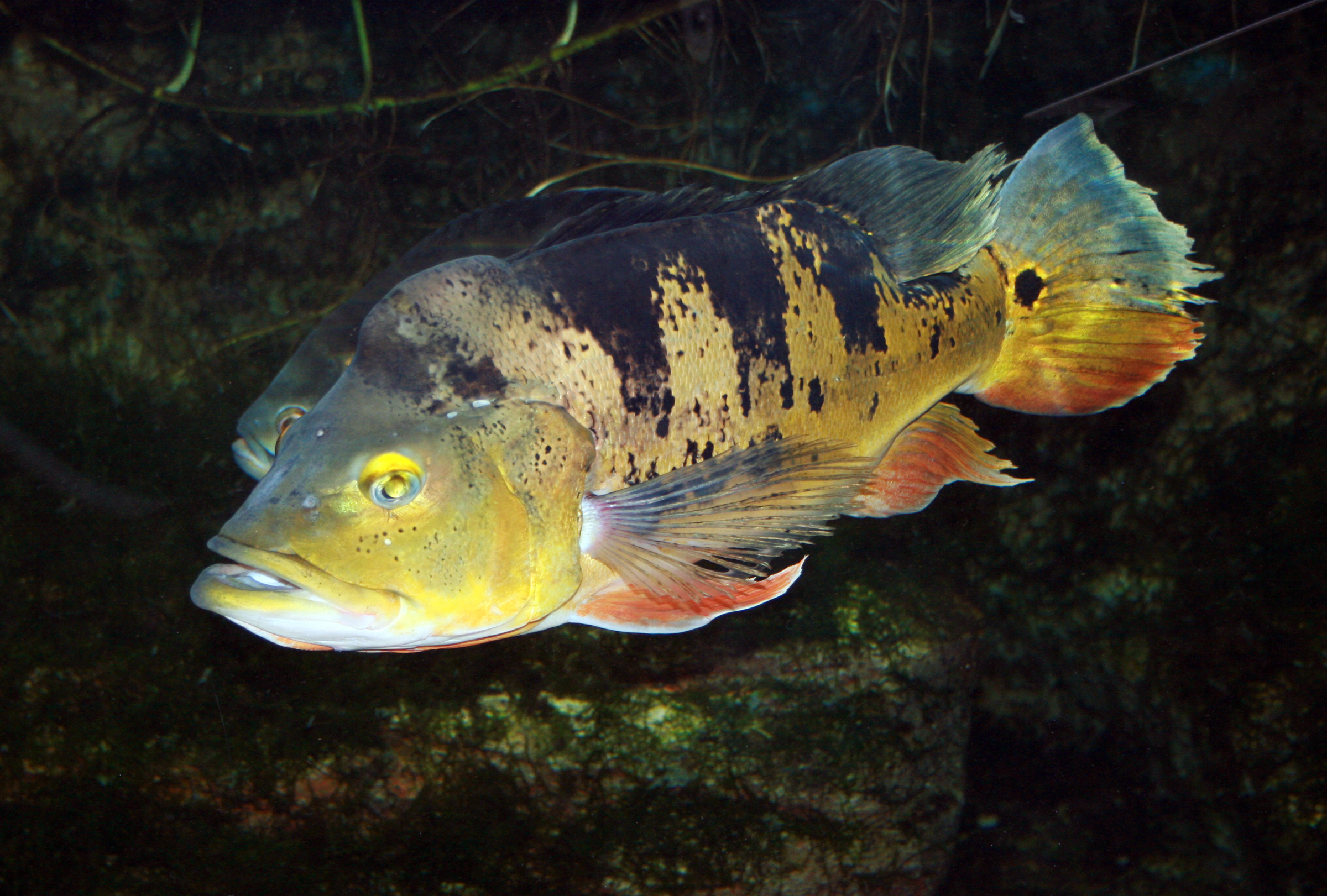
Tucunaré, outro peixe muito consumido no Amazonas.
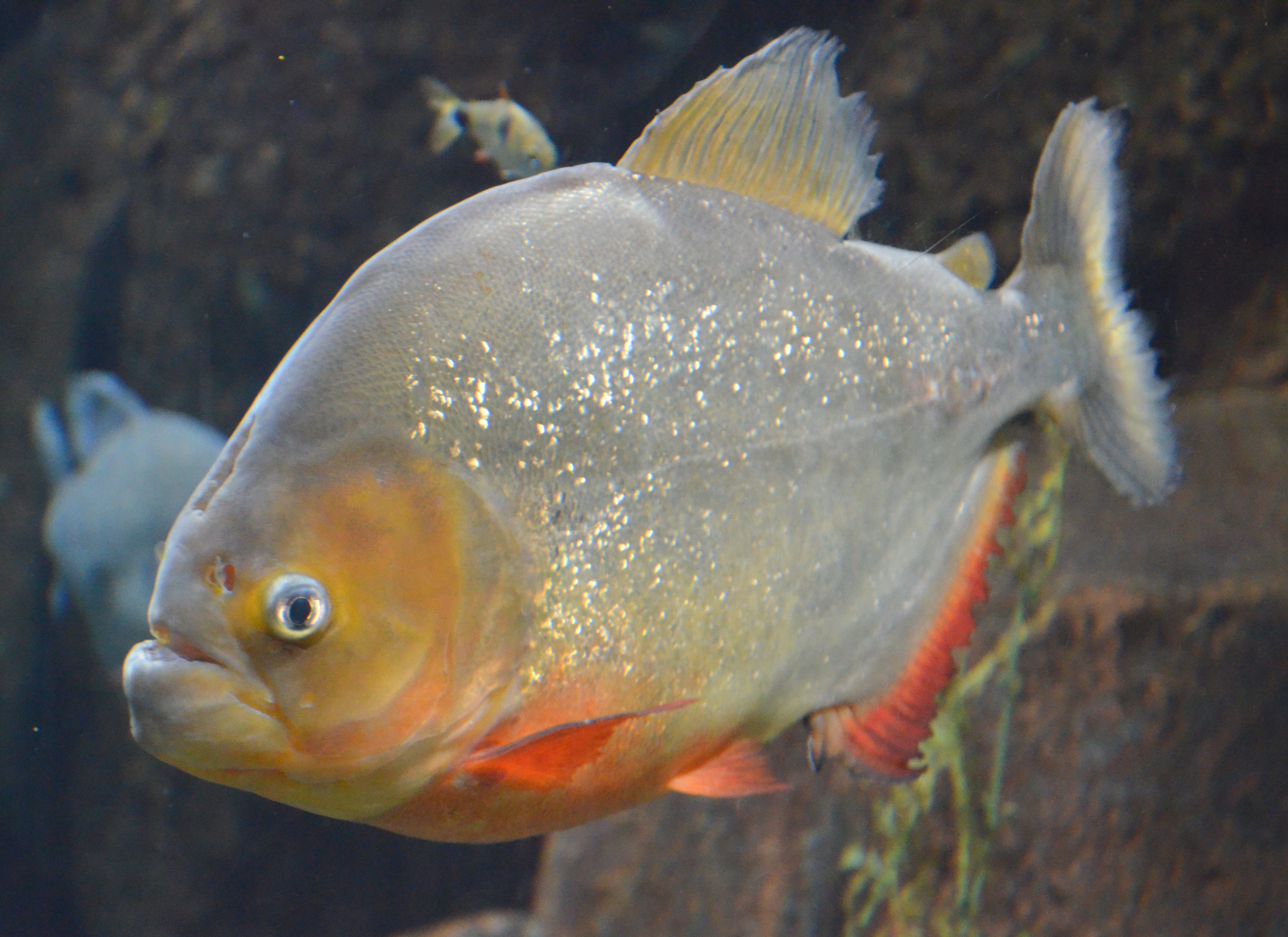
Segundo a cultura ribeirinha, o caldo da cabeça da piranha tem efeito afrodisíaco.
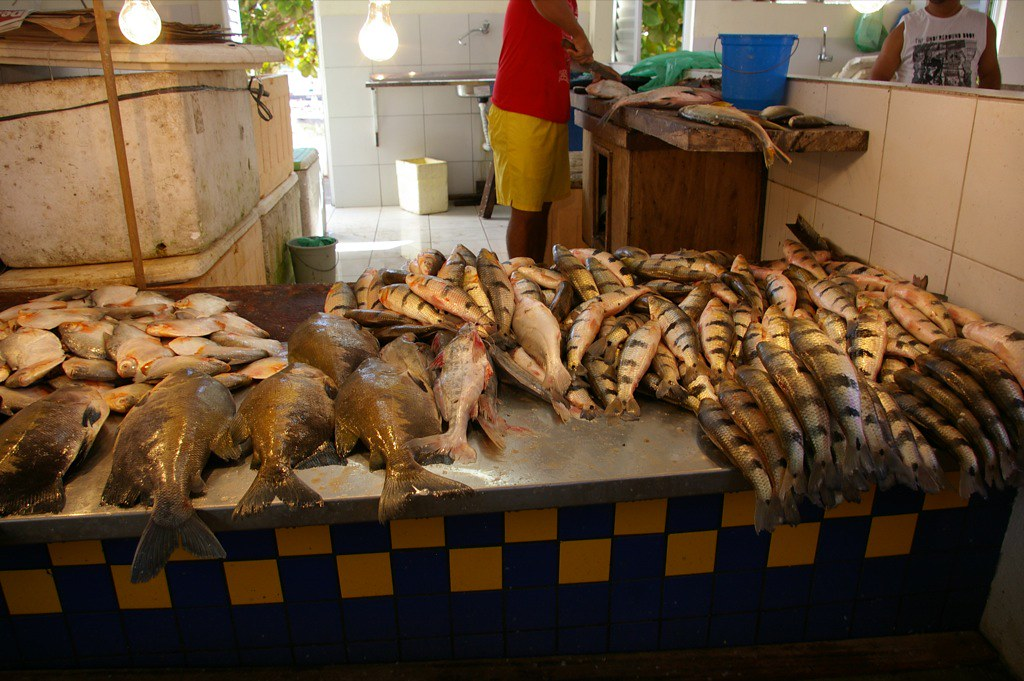
Variedades de peixes em uma feira de Manaus.
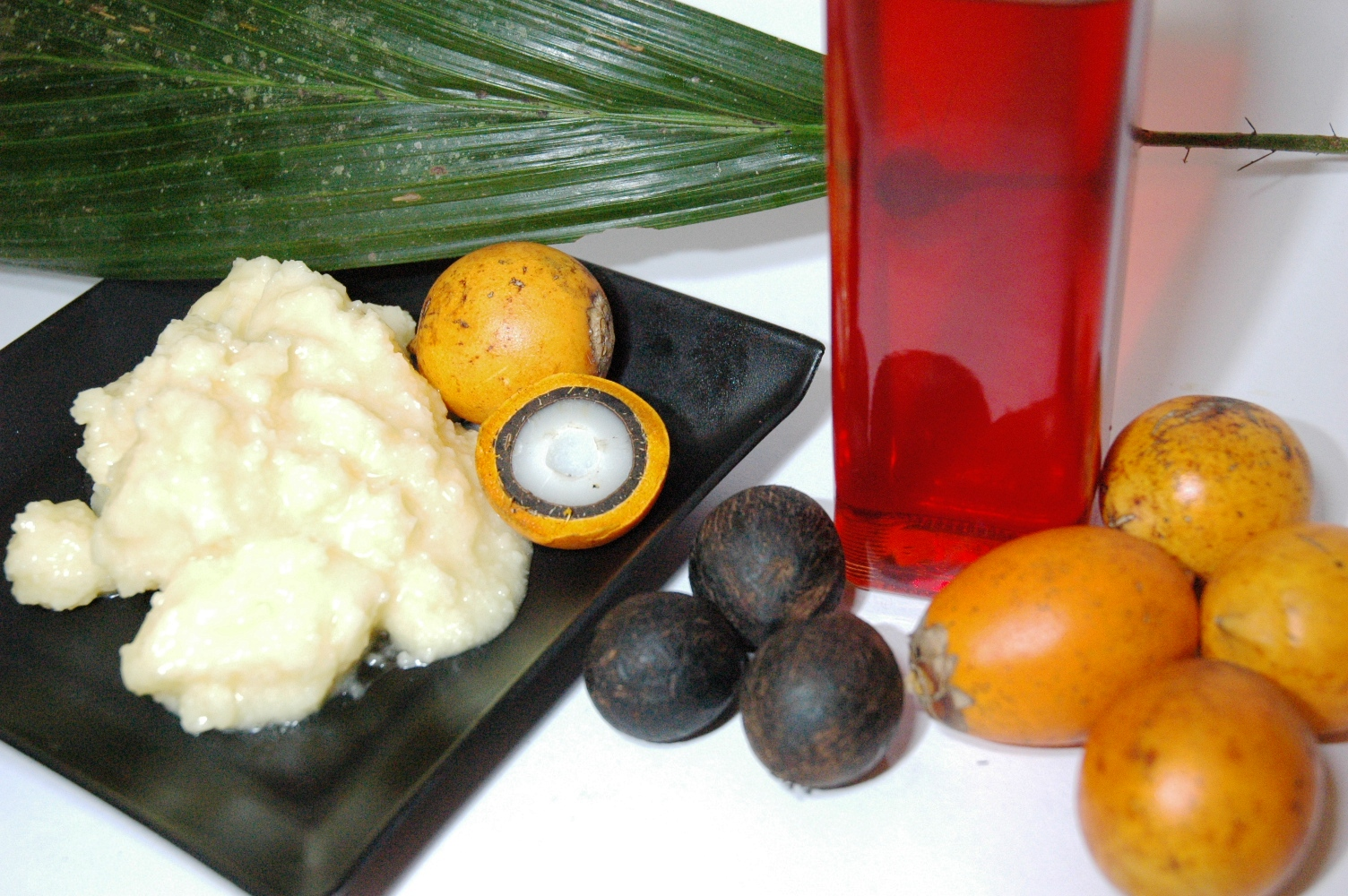
Fruto do tucumã, especie de fruta bastante consumida na região.
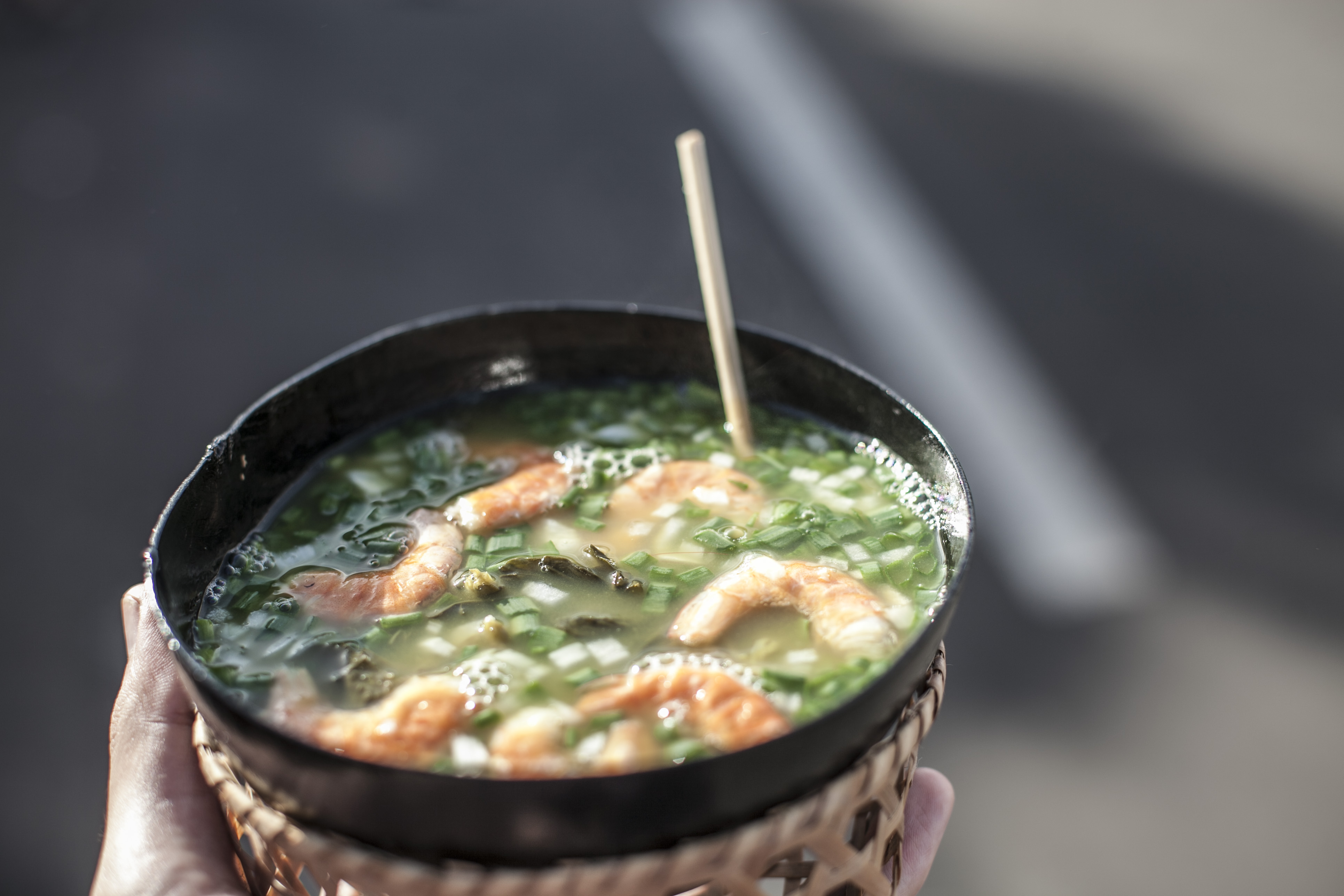
O tacacá é uma herança da culinária indígena na região amazônica. Na foto, tacacá em Parintins.
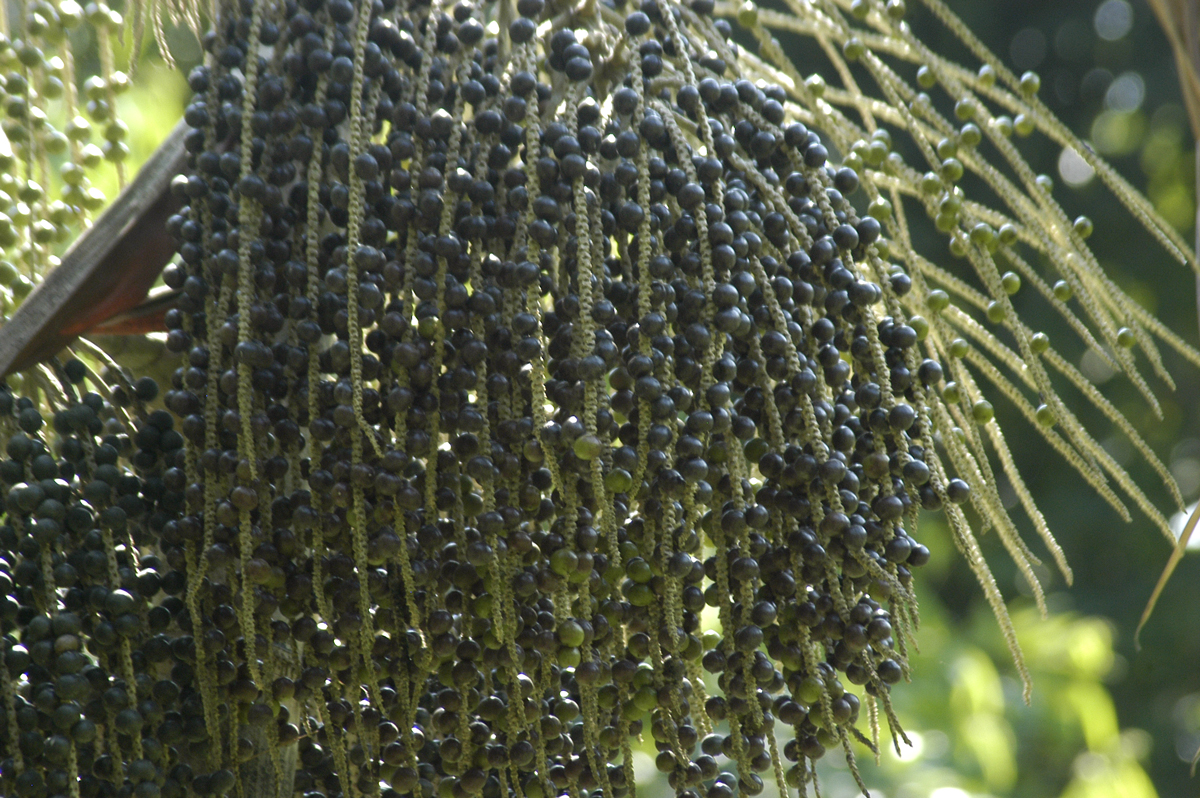
O açaí é produzido em larga escala no Amazonas e muito consumido em forma de vinho pela população local.
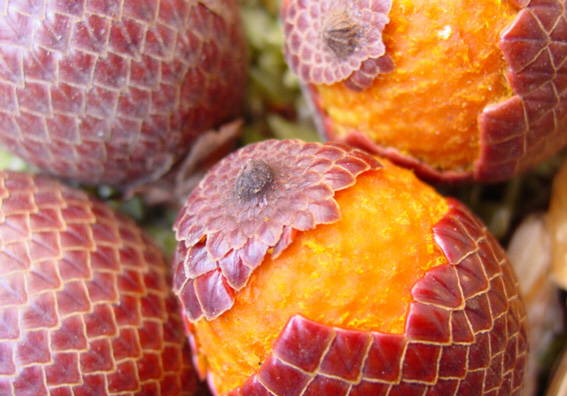
O buriti é outro fruto de palmeira muito consumido em vinho no Amazonas.